# Atherigona approximata
Atherigona approximata är en tvåvingeart som beskrevs av Malloch 1925. Atherigona approximata ingår i släktet Atherigona och familjen husflugor. Inga underarter finns listade i Catalogue of Life.